# Камалов Сабір
Сабір Камалович Камалов (23 квітня 1910 , Ташкент, Туркестанське генерал-губернаторство  — 6 червня 1990 , Ташкент ) — радянський і узбецький державний та партійний діяч, перший секретар ЦК КП Узбекистану (1957—1959). Депутат Верховної ради Узбецької РСР. Депутат Верховної Ради СРСР 2—5-го скликань (1946-1962). Член Центральної Ревізійної комісії КПРС у 1956—1961.

## Біографія
Народився в Ташкенті в родині робітника. Узбек. У 1925 році закінчив чотири класи школи 1-го ступеня в Ташкенті.
З січня 1925 до листопада 1929 р. — робітник-будівельник (маляр, штукатур) на поденних роботах у Ташкенті. У 1926 році вступив до комсомолу.
У листопаді 1929 — листопаді 1930 р. — пропагандист партійного кабінету Октябрського районного комітету КП(б)Узбекистану міста Ташкента. У грудні 1930 — липні 1931 року — секретар Ново-Бухарського районного комітету ЛКСМ Узбекистану.
Член ВКП(б) з травня 1931 року.
У серпні 1931 — травні 1933 р. — заступник завідувача, завідувач масово-економічного відділу Середньоазіатського крайкому ВЛКСМ, голова дитячої комуністичної організації середньоазіатського бюро ЦК ВЛКСМ у місті Ташкенті.
У червні 1933 — вересні 1936 року — 1-й секретар Каракалпацького обласного комітету ЛКСМ Узбекистану.
У вересні 1936 — листопаді 1937 року — студент Ташкентського інституту марксизму-ленінізму.
У листопаді 1937 — квітні 1938 року — 1-й секретар Ташлакського районного комітету КП(б) Узбекистану Ферганської області. У травні — серпні 1938 року — 1-й секретар Маргеланського районного (міського) комітету КП(б) Узбекистану Ферганської області. У серпні — вересні 1938 року — завідувач сільськогосподарського відділу Ферганського обласного комітету КП(б) Узбекистану.
У вересні 1938 — січні 1940 року — 2-й секретар Ферганського обласного комітету КП(б) Узбекистану.
У січні — жовтні 1940 року — народний комісар землеробства Узбецької РСР.
У жовтні 1940 — травні 1941 року — заступник голови Ради народних комісарів Узбецької РСР.
У квітні 1941 — жовтні 1946 року — 1-й секретар Каракалпацького обласного комітету КП(б) Узбекистану.
У жовтні 1946 — липні 1949 року — слухач Вищої партійної школи при ЦК ВКП(б).
У вересні 1949 — квітні 1950 року — 1-й секретар Ферганського обласного комітету КП(б) Узбекистану.
У квітні 1950 — грудні 1955 року — секретар ЦК КП(б) Узбекистану.
З 22 грудня 1955 до 30 грудня 1957 року — голова Ради Міністрів Узбецької РСР.
28 грудня 1957 року під час VI надзвичайного пленуму ЦК КПУз обраний Першим секретарем КП Узбекистану замість Мухитдинова (у зв'язку з обранням останнього секретарем ЦК КПРС). Як і Мухитдинов, вважався представником «ташкентського» клану. 15 березня 1959 року Камалов знятий з посади за «допущене засмічення кадрів політично неблагонадійними елементами» і «примиренчеськи-заступницьке відношення до націоналістичних проявів».
З березня 1959 до квітня 1962 року — голова виконавчого комітету Ферганської обласної ради депутатів трудящих.
У квітні 1962 — квітні 1965 року — заступник начальника Головного управління хлібопродуктів Узбецької РСР. У квітні 1965 — лютому 1970 року — 1-й заступник міністра хлібопродуктів Узбецької РСР. У лютому 1970 — травні 1980 року — заступник міністра заготівель Узбецької РСР.
З травня 1980 року — персональний пенсіонер союзного значення. Похований в Ташкенті.

## Нагороди
- три ордени Леніна (1939,)
- два ордени Трудового Червоного Прапора (1944,)
- орден Червоної Зірки
- три ордени Знак Пошани (1945,)
- медалі